# Jacqueline Cochran
Jacqueline Cochran, detta Jackie (Muscogee, 11 maggio 1906 – Indio, 9 agosto 1980), è stata un'aviatrice statunitense.
Pioniera dell'aviazione femminile, prima donna a superare il muro del suono, assieme a Nancy Harkness Love ebbe un ruolo importante nell'apertura alle donne pilota nello United States Army, l'esercito statunitense, con la fondazione delle Women Airforce Service Pilots (WASP).

## Biografia

### Primi anni
Nata Bessie Lee Pittman, era la più giovane di cinque figli; all'età di 14 anni sposò Robert Cochran e nel 1921 diede alla luce un figlio, Robert, che morì nel 1925 all'età di 5 anni. Dopo il divorzio mantenne il cognome del marito, Cochran, e cominciò a farsi chiamare Jacqueline o Jackie. In seguito incontrò Floyd Bostwick Odlum, fondatore di Atlas Corp. e CEO di RKO Pictures a Hollywood, più anziano di quattordici anni e considerato uno dei 10 uomini più ricchi del mondo. L'uomo si innamorò di Cochran e si offrì di aiutarla a fondare un'azienda di prodotti cosmetici.
All'inizio degli anni Trenta, dopo un volo con un'amica, Cochran prese lezioni di pilotaggio presso l'aeroporto di Roosevelt, a Long Island. Volò poi in solitaria e in due anni ottenne il brevetto di pilota commerciale. Odlum, che sposò nel 1936, riconobbe il valore della pubblicità per la sua attività e con la linea di cosmetici Wings to Beauty, Cochran volò in tutto il paese per promuovere la propria azienda la cui linea di rossetti venne anni dopo promossa dall'attice Marilyn Monroe.

### Seconda guerra mondiale

#### Air Transport Auxiliary
Prima che gli Stati Uniti intervenissero nella Seconda guerra mondiale, Cochran fece parte del "Wings for Britain", società che trasportava aerei americani nel Regno Unito, diventando così la prima donna a pilotare un bombardiere, un Lockheed Hudson, attraverso l'Atlantico. Nel Regno Unito fu volontaria presso l'Royal Air Force, per diversi mesi lavorò per la Air Transport Auxiliary (ATA) britannica, reclutando donne negli Stati Uniti e portandole in Inghilterra dove aderirono all'ATA, della quale divenne capitano.

#### Women Airforce Service Pilots
Nel settembre 1939 scrisse a Eleanor Roosevelt per presentarle la proposta di creare una divisione di volo femminile nelle United States Army Air Forces proponendosi come comandante del gruppo con la stessa qualifica del colonnello Oveta Culp Hobby, allora direttore del Women's Army Auxiliary Corps (WAAC).
Nello stesso anno, Cochran scrisse una lettera al tenente colonnello Robert Olds, il quale stava aiutando ad organizzare l'Air Corps Ferrying Command per l'Air Corps dell'epoca. Nella lettera a Olds, Cochran suggeriva che i piloti donne avrebbero potuto essere impiegate per volare in missioni non di combattimento per il nuovo comando. All'inizio del 1941, Olds chiese a Cochran di scoprire quante donne pilota ci fossero negli Stati Uniti, quante ore di volo avessero, quali fossero le loro abilità e il loro interesse a volare per il paese. Richiese inoltre informazioni personali su di loro. Per raccogliere i dati Cochran utilizzò documenti dell'amministrazione dell'aeronautica civile.

Nonostante la carenza di piloti, il tenente generale Henry Arnold voleva prove che le donne pilota fossero la soluzione aila carenza di personale. Arnold, Capo dell'Air Corps, passò al ruolo di comandante generale delle Forze aeree dell'Esercito degli Stati Uniti al momento della sua creazione nel giugno 1941. Sapeva che le donne erano state utilizzate con successo nell'ATA in Inghilterra così Arnold suggerì a Cochran di valutare la situazione nel Regno Unito, promettendole che non sarebbe stata presa alcuna decisione riguardo alle donne che volavano per l'USAAF fino a quando non fosse tornata.

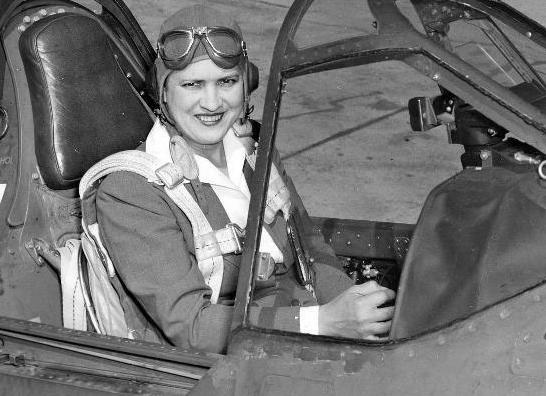
Cochran nella cabina di pilotaggio di un Curtiss P-40 Warhawk.

Quando Arnold chiese a Cochran di andare nel Regno Unito per studiare l'ATA, Cochran chiese a 76 dei più qualificati piloti di sesso femminile (identificate durante la ricerca che aveva fatto in precedenza per Olds) di volare per l'ATA. Erano richieste almeno 300 ore di volo, ma la maggior parte dei piloti donna aveva più di 1.000 ore. 25 donne superarono i test e, due mesi dopo, nel marzo 1942, si recarono nel Regno Unito con Cochran per entrare a far parte dell'ATA.
Mentre Cochran era in Inghilterra, nel settembre 1942, il generale Arnold autorizzò la formazione delle Women Airforce Service Pilots (WAFS) sotto la direzione di Nancy Harkness Love. La WAFS aveva sede presso la New Castle Air Base di Wilmington, nel Delaware, con un gruppo di piloti donne il cui obiettivo era quello di trasportare aerei militari. Saputa la notizia riguardante la WAFS, Cochran tornò immediatamente dall'Inghilterra. L'esperienza di Cochran nel Regno Unito con l'ATA l'aveva convinta che le donne pilota potevano essere addestrate a fare molto di più che traghettare e che dovevano essere loro concesse maggiori opportunità di volo e a tal scopo fece pressioni su Arnold, che infine approvò la creazione del Women's Flying Training Detachment (WFTD), guidato da Cochran.
Nell'agosto del 1943, la WAFS e la WFTD si fusero per creare il Women Airforce Service Pilots (WASP) con Cochran come direttrice e Nancy Love come capo della divisione traghetti. Come direttrice del WASP, Cochran supervisionò l'addestramento di centinaia di donne pilota presso l'ex campo di Avenger in Sweetwater in Texas dall'agosto 1943 al dicembre 1944.

#### Attribuzione della Distinguished Service Medal

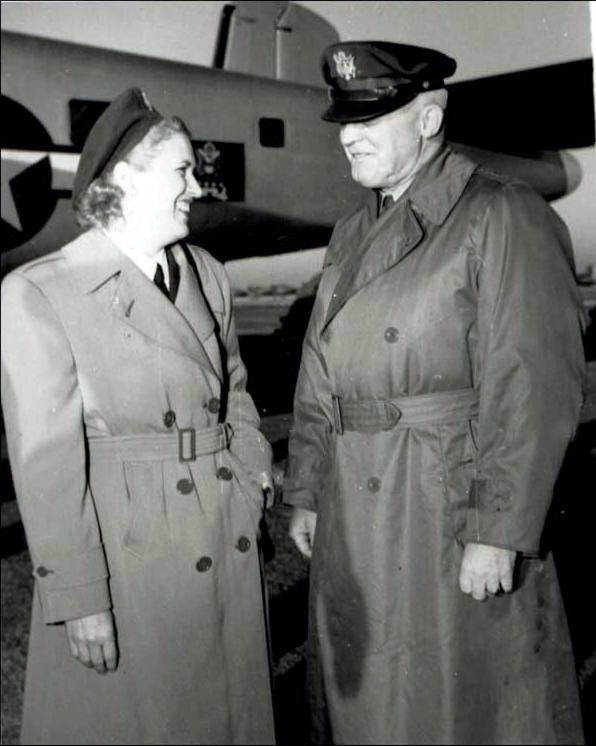
Cochran con il Generale Hap Arnold

Per il suo servizio in tempo di guerra, Jacqueline Cochran ricevette la Army Distinguished Service Medal (DSM) nel 1945. La notizia fu annunciata in un comunicato stampa del Dipartimento della Guerra del 1º marzo 1945, in cui si affermava che Cochran era la prima donna civile a ricevere la DSM, che era allora il più alto premio non di combattimento assegnato dal governo degli Stati Uniti. In realtà, però, alcune donne civili avevano già ricevuto il DSM per il servizio durante la Prima Guerra Mondiale. Tra queste, Hannah J. Patterson e Anna Howard Shaw del Council of National Defense, Evangeline Booth dell'Esercito della Salvezza e Mary V. Andress e Jane A. Delano della Croce Rossa Americana.

### Dopoguerra
Alla fine della guerra, Cochran fu ingaggiata da una rivista per raccontare gli eventi globali del dopoguerra. In questo ruolo fu testimone della resa del generale giapponese Tomoyuki Yamashita alla Filippine e fu poi la prima donna non giapponese ad entrare in Giappone dopo la guerra e a seguire il Processo di Norimberga in Germania.
Il 9 settembre 1948, Cochran si unì al Air Force Reserve Command come tenente colonnello. Fu promossa a colonnello nel 1969 e si ritirò nel 1970. Molto probabilmente, fu a prima donna a pilotare l'Aeronautica Militare degli Stati Uniti. Durante la sua carriera nella Riserva dell'Aeronautica Militare, ricevette tre Distinguished Flying Cross per vari risultati dal 1947 al 1964.

#### Record di volo

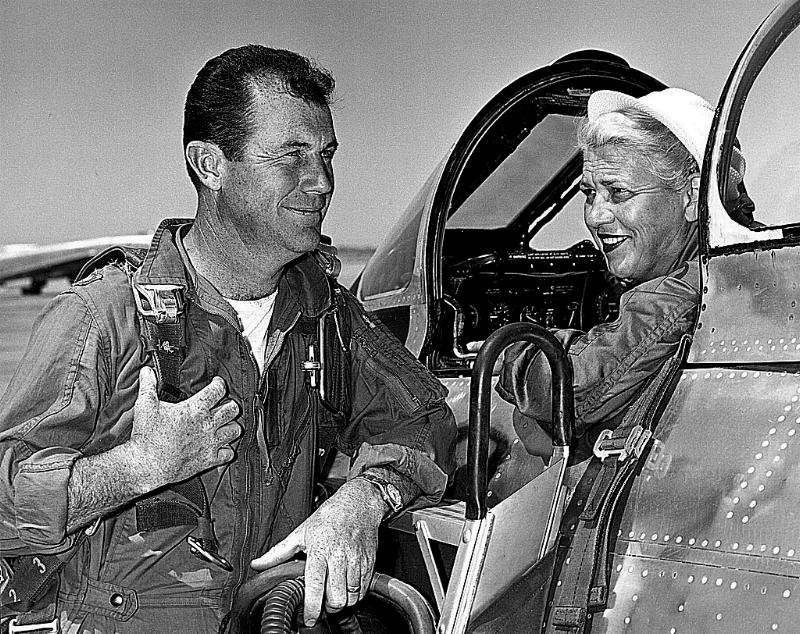
Cochran nel suo F-86 da record con Charles E. Yeager

Fu una delle tre donne a gareggiare nella MacRobertson Air Race nel 1934. Nel 1937, fu l'unica donna a partecipare alla gara di Bendix e collaborò con Amelia Earhart per aprire la gara alle donne. In quell'anno, stabilì un nuovo record nazionale di velocità femminile. Nel 1938, era considerata la migliore pilota donna negli Stati Uniti. Aveva vinto la Bendix e stabilito un nuovo record di velocità transcontinentale e aveva inoltre stabilito un record di altitudine. Vinse cinque Harmon Trophies. A volte chiamata la "Speed Queen", cioè Regina della velocità, al momento della sua morte, nessun altro pilota deteneva più record di velocità, distanza o altitudine nella storia dell'aviazione.
Nel dopoguerra, Cochran iniziò a volare con il nuovo aereo aereo a reazione, stabilendo numerosi record; soprattutto, divenne la prima donna pilota ad andare nel regime supersonico ed è stata la seconda (dopo la francese Jacqueline Auriol) ad avere volato a una velocità di Mach 2.
Nel 1952, Cochran, all'età di 47 anni, decise di sfidare il record mondiale di velocità femminile detenuto da Jacqueline Auriol. Cercò di ottenere in prestito un F-86 dall'aviazione militare statunitense, ma le fu rifiutato. Fu presentata ad un viceministro dell'aviazione della Royal Canadian Air Force che, con il permesso del ministro della Difesa canadese, le permise di prendere in prestito il 19200, l'unico Canadair CL-13 Sabre. Canadair ha inviato un team di supporto di 16 persone in California per il tentativo. Il 18 maggio 1953, Cochran stabilì un nuovo record di velocità, con 100 km a 1050.15 km/h. Più tardi, il 3 giugno, stabilì un nuovo record di 15 km a circuito chiuso a 1078 km/h. Incoraggiata dall'allora maggiore Charles Elwood Yeager, con il quale Cochran condivise un'amicizia duratura, il 18 maggio 1953, a Rogers Dry Lake in California, Cochran volò con un Sabre 3 ad una velocità media di 1050 km/h. Nel corso di questa corsa il Sabre volò a velocità supersonica, e Cochran divenne la prima donna a rompere il muro del suono. Tra i suoi numerosi record, da agosto a ottobre 1961, come consulente della Northrop Corporation, Cochran stabilì una serie di record di velocità, distanza e altitudine mentre volava con un Northrop T-38A-30-NO Talon supersonico da allenamento, numero di serie 60-0551. L'ultimo giorno della serie di record, stabilì due record mondiali della Fédération aéronautique internationale, portando il T-38 a 16841 metri di altitudine in volo orizzontale e raggiungendo un'altitudine di picco di 17091 metri.
Cochran fu anche la prima donna ad atterrare e decollare da una portaerei, la prima donna a pilotare un bombardiere attraverso l'Atlantico del Nord (nel 1941) e poi a pilotare un jet in volo transatlantico, il primo pilota a fare una procedura di avvicinamento strumentale, l'unica donna ad essere mai stata presidente della Fédération aéronautique internationale (1958-1961), la prima donna a volare con un aereo ad ala fissa, uno jet, attraverso l'Atlantico, il primo pilota a volare sopra i 6096 metri con maschera all'ossigeno e la prima donna a entrare nella Bendix Transcontinental Race. Nel 2012, aveva collezionato più record di distanza e velocità di qualsiasi pilota vivente o morto, maschio o femmina.
Per via del suo interesse per tutte le forme di aviazione, Cochran volò con il dirigibile Goodyear Blimp all'inizio degli anni '60 con il capitano R.W. Crosier ad Akron in Ohio.

#### Mercury 13
Negli anni '60, Cochran era uno dei promotori del programma Mercury 13, uno dei primi tentativi di testare la capacità delle donne di diventare astronaute. Tredici piloti donne superarono gli stessi test preliminari degli astronauti maschi del programma Mercury 7 prima che il programma fosse annullato. Non fu un'iniziativa della NASA, sebbene fosse promossa da due membri del Comitato per le Scienze della Vita della NASA, uno dei quali, William Randolph Lovelace II, era un amico intimo di Cochran e di suo marito. Sebbene inizialmente Cochran sostenesse il programma, in seguito fu responsabile del ritardo di ulteriori fasi di test e le lettere da lei inviate ai membri della Marina e della NASA, in cui esprimeva perplessità sul fatto che il programma fosse stato eseguito correttamente e conformemente agli obiettivi della NASA, hanno potuto contribuire in modo significativo alla sua cancellazione. Si ritiene che si sia espressa contro il programma perché preoccupata dal fatto che in tal modo non sarebbe stata più la più importante aviatrice femminile.
Il 17 e 18 luglio 1962, il parlamentare Victor Anfuso (Partito repubblicano-New York) convocò audizioni parlamentari pubbliche davanti a una sottocommissione speciale della House Committee on Science and Astronautics per determinare se l'esclusione delle donne dal programma degli astronauti fosse discriminatoria; in quell'occasione, John Glenn e Malcolm Carpenter testimoniarono contro l'ammissione delle donne al programma astronautico. La stessa Cochran si oppose all'inserimento delle donne nel programma spaziale, affermando che il tempo era essenziale, e che procedere come previsto, senza donne, era il modo migliore per battere i sovietici nella corsa allo spazio. Nessuna delle donne che avevano superato i test erano collaudatrici di jet militari, né avevano lauree in ingegneria, che erano le due qualifiche di base per gli astronauti futuri. A quel tempo alle donne non era consentito essere collaudatrici di jet militari. In media, però, avevano avuto più esperienza di volo degli astronauti maschi. Questo pose fine al programma Mercury 13. Tuttavia, anche John Glenn e Scott Carpenter, che facevano parte del Mercury 7, non avevano lauree in ingegneria al momento della selezione. Entrambi ottennero una laurea dopo i voli per la NASA.

Le udienze esaminarono la possibilità di sessismo due anni prima che il Civil Rights Act del 1964 lo rendesse illegale, facendo di queste udienze un indicatore di come le idee sui diritti delle donne permeassero il discorso politico ancor prima che fossero sancite dalla legge.

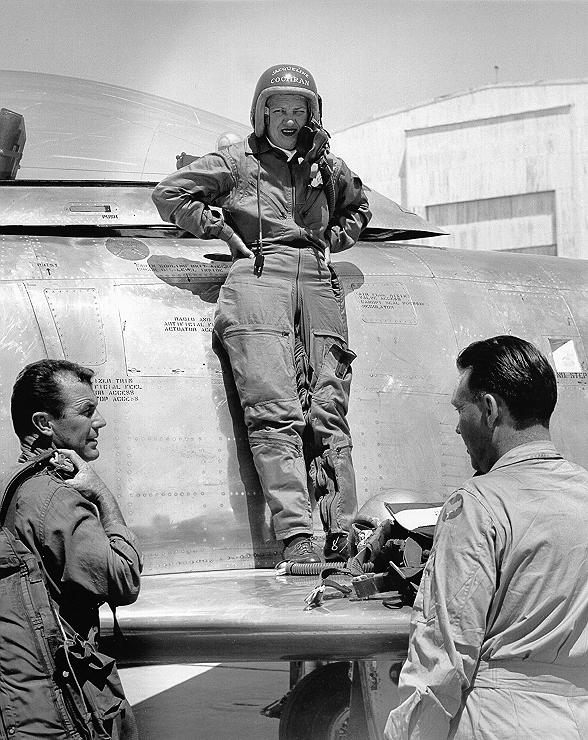
Cochran in piedi sull'ala del suo F-86 parlando con Chuck Yeager e il capo collaudatore di Canadair Bill Longhurst

### Attività politiche

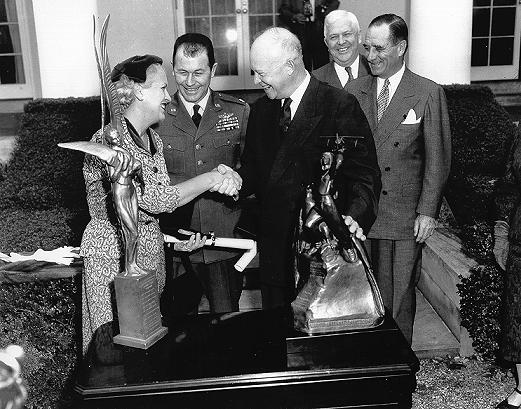
Cochran e Chuck Yeager ricevono gli Harmon International Trophies dal Presidente Dwight Eisenhower

Repubblicana da sempre, per via del suo coinvolgimento nella politica e nell'esercito, divenne molto amica del generale Dwight D. Eisenhower. All'inizio del 1952, lei e suo marito aiutarono a promuovere un grande raduno al Madison Square Garden di New York a sostegno della candidatura presidenziale di Eisenhower.
La manifestazione fu filmata e Cochran portò personalmente il filmato in Francia per una mostra speciale presso il quartier generale di Eisenhower. I suoi sforzi si rivelarono un fattore importante per convincere Eisenhower a candidarsi come presidente degli Stati Uniti d'America nel 1952 e lei ebbe un ruolo di primo piano nella riuscita della sua campagna. Eisenhower fece spesso visita a Jacqueline Cochran e suo marito nel loro ranch in California e, dopo aver lasciato la carica, scrisse in quel luogo alcune parti delle sue memorie.
Politicamente ambiziosa, nel 1965 Cochran si candidò per il Partito Repubblicano al Congresso nel 1956 dal 29º Distretto Congressuale della California, presentandosi durante tutta la campagna e allo scrutinio come Jacqueline Cochran-Odlum. Nonostante avesse sconfitto un gruppo di cinque uomini alle primarie repubblicane, alle elezioni generali perse per pochi punti contro il candidato e primo membro del Congresso asiatico-americano Dalip Singh Saund. Saund vinse con 54.989 voti (51,5%) contro i 51.690 voti di Cochran (48,5%). La battuta d'arresto sul piano politico fu uno dei pochi fallimenti che avesse mai sperimentato e, molto delusa, non si candidò mai più.

### Eredità
Cochran morì il 9 agosto 1980 nella sua casa di Indio, in California, che aveva condiviso con suo marito fino a quando era morto, quattro anni prima. Aveva soggiornato a lungo nella Coachella Valley ed è sepolta nel Coachella Valley Public Cemetery. Aveva utilizzato regolarmente il Thermal Airport nel corso della sua lunga carriera aeronautica. L'aeroporto, che era stato rinominato Desert Resorts Regional, fu nuovamente rinominato Jacqueline Cochran Regional Airport in suo onore.
I risultati ottenuti da Cochran nel settore dell'aviazione non ebbero, da parte dei media, l'attenzione che fu tributata ad Amelia Earhart. Tuttavia, merita un posto tra le donne famose della storia come una delle più grandi aviatrici di sempre, e una donna che ha spesso usato la sua influenza per promuovere la causa delle donne nel settore dell'aviazione.
Nonostante la sua mancanza di grande istruzione formale, Cochran ha avuto una mente lucida e un'affinità per il business e il suo investimento nel campo dei cosmetici si è rivelato redditizio. Nel 1951, la Camera di Commercio di Boston l'ha eletta una delle 25 imprenditrici più importanti d'America. Nel 1953 e 1954, la Associated Press la nominò "Woman of the Year in Business".

## Onorificenze

### Altri premi
Cochran ha ricevuto riconoscimenti e premi da molti paesi di tutto il mondo. Il governo francese ha riconosciuto il suo contributo alla guerra e all'aviazione assegnandole la Medaille De Aeronautique e Légion d'honneur. È stata la prima donna ad aver ricevuto la Gold Air Medal dalla Fédération aéronautique internationale, oltre alla De la Vaulx Medal e al Paul Tissandier Diploma. In seguito è stata eletta prima presidente di tale organismo.
Nel 1949, Cochran è diventata il quarto vincitore americano del più alto riconoscimento della Türk Hava Kurumu (Associazione Aeronautica Turca), il Murassa Brövesi (Brevetto di Diamante).
Uno spettacolo aereo biennale, inizialmente annuale, chiamato ''Jacqueline Cochran Air Show'' è intitolato in suo onore e si svolge presso l'aeroporto regionale di Jacqueline Cochran. Cochran è stata anche la prima donna ad essere onorata con una mostra permanente dei suoi successi presso l'United States Air Force Academy.
Nello spettacolo teatrale The Fastest Woman Alive, scritto da Karen Sunde, la vita di Cochran è raccontata insieme a quella di suo marito, Floyd Bennett, Amelia Earhart e altri.
Gli altri riconoscimenti includono:
- 1965, introduzione nella International Aerospace Hall of Fame
- 1971, introduzione nella National Aviation Hall of Fame.
- 1985, l'Unione Astronomica Internazionale ha assegnato il nome Cochran ad un grande cratere (100 km di diametro) sul pianeta Venere.
- 1993, introduzione nella Motorsports Hall of Fame of America.
- 1992, induzione nella Florida Women's Hall of Fame.
- 1996, l'United States Postal Service onora Cochran con un francobollo da 50¢, raffigurandola davanti ad un pilone del Bendix Trophy con il suo P-35 sullo sfondo e le parole: Jacqueline Cochran Pioneer Pilot.[54]
- 2006, introduzione nella California Aerospace Walk di Lancaster come sua prima donna inserita nel programma.

## Opere
- (EN) Jacqueline Cochran, The Stars at Noon, Boston, Little, Brown and Company, 1954.
- (EN) Jacqueline Cochran e Maryann Bucknum Brinley, Jackie Cochran: The Autobiography of the Greatest Woman Pilot in Aviation History, New York, Bantam Books, 1987, ISBN 0-553-05211-X.

### Annotazioni
1. ↑  All'epoca l'aeronautica militare statunitense era una branca dell'esercito; l'attuale United States Air Force (USAF) sarebbe stata istituita, come forza armata indipendente, solo nel 1947.
2. ↑  Il WAAC fu riconosciuto come parte integrante dell'esercito il 1º luglio 1943 con il nome di Women's Army Corps.
3. ↑  Il Ferrying Command fungeva inizialmente come servizio di consegna aeromobili e come corriere, ma si è trasformato nella divisione del trasporto aereo delle United States Army Air Forces come Air Mobility Command
4. ↑  Durante la sua corsa supersonica, Yeager volò in contemporanea su un aereo diverso.[28]

### Fonti
1. 1 2  Hickok, The Encyclopedia of North American Sports History, p. 110.
2. ↑  alcune fonti indicano che è nata a DeFuniak Springs Jackie Cochran Biography, su waspmuseum.org, WASP Museum, 6 settembre 2015. URL consultato il 7 luglio 2018 (archiviato dall'url originale il 6 settembre 2015).
3. ↑  (EN) First person to break the sound barrier (female), su guinnessworldrecords.com, Guinness dei primati. URL consultato il 13 giugno 2014.
4. 1 2 3 4  (EN) Jacqueline Cochran, in Encyclopedia Britannica. URL consultato il 7 luglio 2018.
5. ↑  (EN) Steven Brockerman, Jackie Cochran: American Athena, Part I [collegamento interrotto], su Capitalism Magazine, 4 marzo 2006. URL consultato il 7 luglio 2018.
6. ↑  (EN) Steven Brockerman, Jacqueline Cochran: American Athena, Part II [collegamento interrotto], su Capitalism Magazine, 23 ottobre 2013. URL consultato il 7 luglio 2018.
7. ↑  (EN) WINGS TO BEAUTY Trademark Information, su trademarkia.com. URL consultato il 7 luglio 2018.
8. ↑  Cavanaugh, The Victors.
9. ↑   Jacqueline Cochran 1947 Perk Up Stick Stackable Makeup Kit (JPG), su bluevelvetvintage.com. URL consultato il 7 luglio 2018 (archiviato dall'url originale il 2 agosto 2020).
10. ↑  (EN) Cosmetics and Skin: Shulton, su cosmeticsandskin.com. URL consultato il 7 luglio 2018.
11. ↑  (EN) ETF Enterprises, Inc. v. Nina Ricci, 523 F. Supp. 1147 (S.D.N.Y. 1981), in Justia Law. URL consultato il 7 luglio 2018.
12. ↑  (EN) Eben Shapiro, Talking Deals; Drug Companies Leave Cosmetics, in The New York Times, 28 dicembre 1989. URL consultato il 7 luglio 2018.
13. ↑  (EN) SWEET EXPLOSION IN THE AIR, in Vault. URL consultato il 7 luglio 2018.
14. 1 2 3 4 5  Jacqueline Cochran and the Women's Airforce Service Pilots (WASPs) Archiviato l'11 gennaio 2019 in Internet Archive. National Archives and Records Administration: The Dwight D. Eisenhower Presidential Library, Museum, and Boyhood Home.
15. ↑  Cochran, The Stars at Noon, pp. 125-128.
16. ↑   FLYING FOR FREEDOM - The Story of the Women Airforce Service Pilots (Teacher Resource Guide) (PDF), su nationalmuseum.af.mil, NATIONAL MUSEUM of the United States Air Force.
17. ↑   AUDIOVISUAL TRANSCRIPTS (Early Years Gallery) (PDF), su nationalmuseum.af.mil, NATIONAL MUSEUM of the United States Air Force.
18. ↑  (EN) Museum celebrates women during 'Women's History Month', in National Museum of the US Air Force™. URL consultato il 7 luglio 2018 (archiviato dall'url originale l'8 luglio 2018).
19. ↑  (EN) WASP: Breaking Ground for Today’s Female USAF Pilots, in National Museum of the US Air Force™. URL consultato il 7 luglio 2018.
20. ↑  (EN) Women’s Flying Training Detachment, in National Museum of the US Air Force™. URL consultato il 7 luglio 2018.
21. ↑  (EN) They Raced for the Bendix Trophy, in National Museum of the US Air Force™. URL consultato il 7 luglio 2018.
22. ↑  (EN) WASP Creation, in National Museum of the US Air Force™. URL consultato il 7 luglio 2018.
23. ↑  Cochran, The Stars at Noon, p. 108.
24. ↑  Regis, When Our Mothers Went to War: An Illustrated History of Women in World War II, pp. 102-103.
25. ↑  (EN) Press Release: Jacqueline Cochran - Pearl Harbor Filing Cabinet - Liberty Letters, su libertyletters.com. URL consultato il 7 luglio 2018 (archiviato dall'url originale il 18 marzo 2018).
26. ↑   Explorers, Daredevils, and Record Setters: An Overview, su centennialofflight.gov, U.S. Centennial of Flight Commission, 2 marzo 2008. URL consultato il 7 luglio 2018 (archiviato dall'url originale il 2 marzo 2008).
27. ↑  (EN) Jacqueline Cochran, su Smithsonian National Air and Space Museum. URL consultato il 12 agosto 2018 (archiviato dall'url originale il 3 gennaio 2014).
28. ↑  Cochran, The Stars at Noon, pp. 241-242.
29. ↑  Pelletier, High-Flying Women: A World History of Female Pilots. Sparkford, p. 149.
30. ↑   Al Hallonquist, Mercury 13 - the Women of the Mercury Era, su mercury13.com. URL consultato il 9 luglio 2018 (archiviato dall'url originale il 4 gennaio 2022).
31. ↑   Barbara Wilson, Military Women Astronauts, su userpages.aug.com. URL consultato il 9 luglio 2018.
32. ↑   The Space Review: You’ve come a long way, baby!, su thespacereview.com. URL consultato il 9 luglio 2018.
33. ↑  Scott Carpenter ha osservato che "una donna avrebbe superato la nostra franchigia di peso per l'attrezzatura ricreativa"
34. ↑  Ackmann, The Mercury 13: The Untold Story of Thirteen American Women and the Dream of Space Flight, pp. 152, 154–155.
35. ↑   Qualifications for Astronauts: Hearings before the Special Subcommittee on the Selection of Astronauts (PDF), su scribd.com, U.S. House of Representatives, 87th Cong. (1962).
36. ↑   Qualifications for Astronauts: Hearings before the Special Subcommittee on the Selection of Astronauts (PDF), su scribd.com, U.S. House of Representatives, 87th Cong. (1962),  p. 30.
37. 1 2   Todd Messer, Claire Rojstaczer, and Steve Garber, First Lady Astronaut Trainees, su history.nasa.gov. URL consultato il 9 luglio 2018.
38. ↑   College says Glenn degree was deserved, su news.google.com, The Day, 4 ottobre 1983. URL consultato il 9 luglio 2018.
39. ↑  Scott Carpenter, For Spacious Skies, p. 97.
40. ↑   Joe B. Frantz, Transcript, Jacqueline Cochran Oral History Interview I, 4/7/74 (PDF), su eisenhower.archives.gov, LBJ Presidential LibraryInternet Copy, LBJ Library,  p. 72. URL consultato il 14 agosto 2018 (archiviato dall'url originale il 30 dicembre 2016).
41. 1 2  (EN) Maureen Joyce, Jacqueline Cochran Odlum Dies at 73, in Washington Post, 10 agosto 1980. URL consultato il 14 agosto 2018.
42. ↑   Jacqueline Pittman Cochran (1906-1980), su Find A Grave. URL consultato il 14 agosto 2018.
43. ↑   AirNav: KTRM - Jacqueline Cochran Regional Airport, su airnav.com. URL consultato il 14 agosto 2018.
44. ↑  (EN) Jacqueline Cochran Home, su rcjcra.com. URL consultato il 14 agosto 2018.
45. ↑  (EN) Jacqueline Cochran: Pioneering Pilot [collegamento interrotto], in Historic Heroines, 16 ottobre 2015. URL consultato il 14 agosto 2018.
46. ↑  (EN) Famous Female Aviators, in Ranker. URL consultato il 14 agosto 2018.
47. 1 2 3 4 5   Jacqueline Cochran, su Hall of Valor, MilitaryTimes. URL consultato il 10 luglio 2018.
48. ↑  (EN) Medal, Medaille de Aeronautique, Jacqueline Cochran, in National Air and Space Museum, 20 marzo 2016. URL consultato il 9 agosto 2018 (archiviato dall'url originale il 10 agosto 2018).
49. ↑  (EN) Medal, Order of the Legion of Honor, France, Jacqueline Cochran, in National Air and Space Museum, 20 marzo 2016. URL consultato il 9 agosto 2018 (archiviato dall'url originale il 10 agosto 2018).
50. ↑  (EN) FAI Awards | World Air Sports Federation, su fai.org. URL consultato il 9 agosto 2018.
51. ↑  (EN) Jacqueline Cochran Air Show Home, su jcairshow.com. URL consultato il 10 agosto 2018.
52. ↑  (EN) The Contrails: Air Force Academy displays > United States Air Force Academy > Features, su usafa.af.mil. URL consultato il 10 agosto 2018.
53. ↑   Karen Sunde, The Fastest Woman Alive, su dramaticpublishing.com, Dramatic Publishing, 27 ottobre 2007. URL consultato il 10 luglio 2018 (archiviato dall'url originale il 27 ottobre 2007).
54. ↑   Jacqueline Pittman Cochran (1906-1980), su Find a Grave. URL consultato il 14 agosto 2018.